# Dovyalis
Dovyalis es un género de arbustos o pequeños árboles. Evidencias genéticas recientes demuestran que el género pertenece a la familia Salicaceae; anteriormente estaba clasificado en la familia  Flacourtiaceae. Comprende 15 especies de plantas nativas de África (Etiopía al sur hasta Sudáfrica) y sur de  Asia (India, Sri Lanka).
Tienen denso follaje que alcanza los  3-6 m de altura, con espinos de 3-6 cm de longitud. Las hojas están agrupadas o alternas, son simples, ovadas de 3-10 cm de longitud. Su follaje es sumamente hermoso, tiene buena vista.
Las flores son solitarias o agrupadas, sin pétalos. Tiene plantas con flores masculinas y otras con flores femeninas. El fruto es una baya comestible globosa de color amarillo de  2-4 cm de diámetro que contiene varias pequeñas semillas. Tienen mucho jugo con sabor ácido. 

## Cultivos y usos
Varias especies se cultivan por su fruto; D. caffra es popular en el sur de África y  D. hebecarpa en la India y Sri Lanka. Algunos, como D. abyssinica, también se cultivan como planta ornamental y como seto separador, ya que sus espinas evitan el intrusismo.

## Especies
A continuación se brinda un listado de las especies del género Dovyalis aceptadas hasta abril de 2012, ordenadas alfabéticamente. Para cada una se indica el nombre binomial seguido del autor, abreviado según las convenciones y usos:
- Dovyalis abyssinica (A. Rich.) Warb.
- Dovyalis caffra (Hook. f. & Harv.) Warb.
- Dovyalis hebecarpa (Gardner) Warb.
- Dovyalis macrocalyx (Oliv.) Warb.
- Dovyalis mollis (Oliv.) Warb.
- Dovyalis rhamnoides (Burch. ex DC.) Burch. ex Harv. & Sond.
- Dovyalis rotundifolia (Thunb.) Harv.
- Dovyalis verrucosa (Hochst.) Lign. & Bey
- Dovyalis zeyheri Warb.